# Modesty Blaise (film)
Modesty Blaise är en brittisk spionkomedi från 1966 baserad på seriefiguren Modesty Blaise. Filmen är regisserad av Joseph Losey. I huvudrollen som Modesty Blaise ses Monica Vitti och hennes kompanjon Willie Garvin spelas av Terence Stamp.
Filmen var nominerad till Guldpalmen 1966.

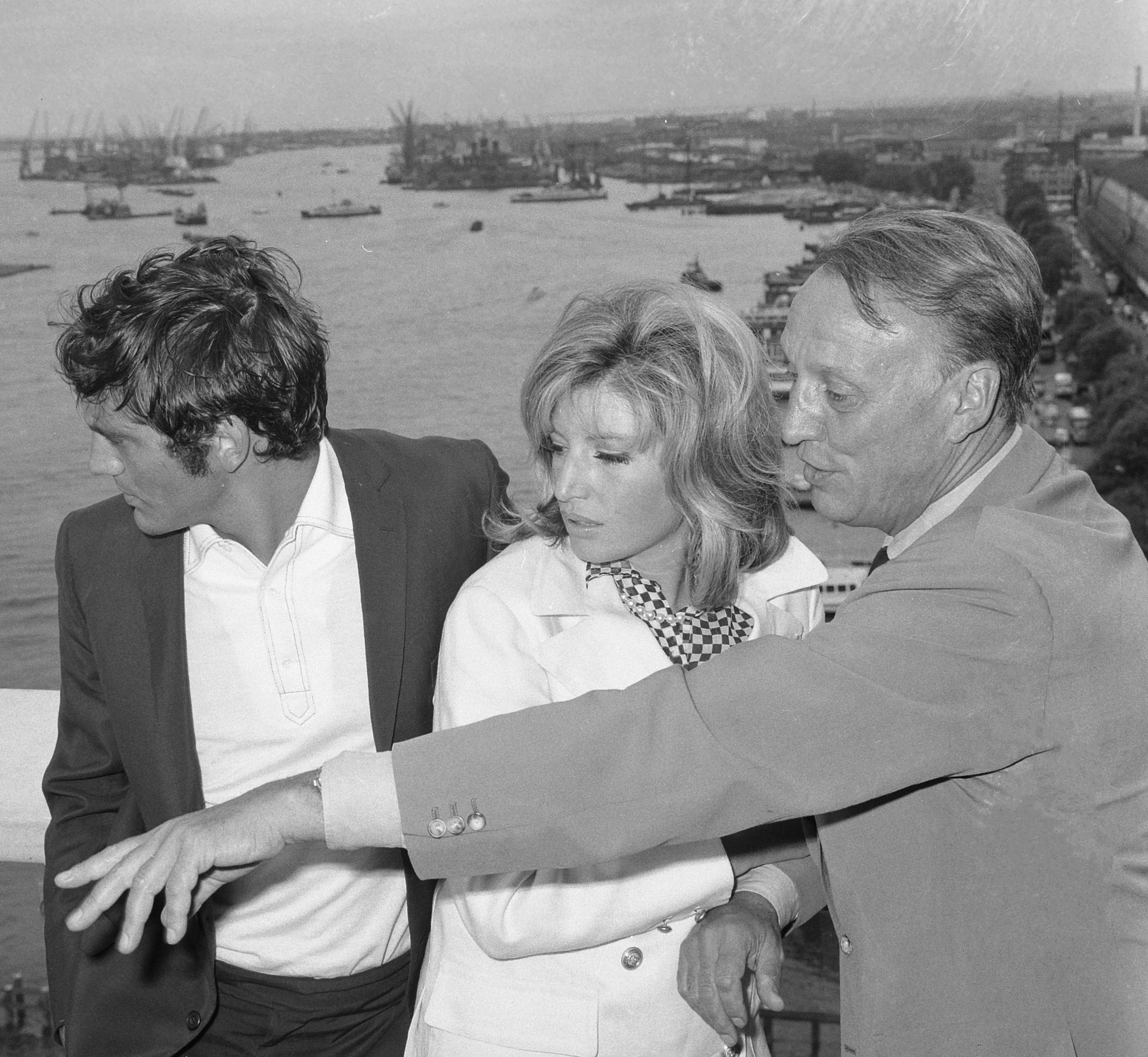
Joseph Losey instruerar Terence Stamp och Monica Vitti inför en tagning.

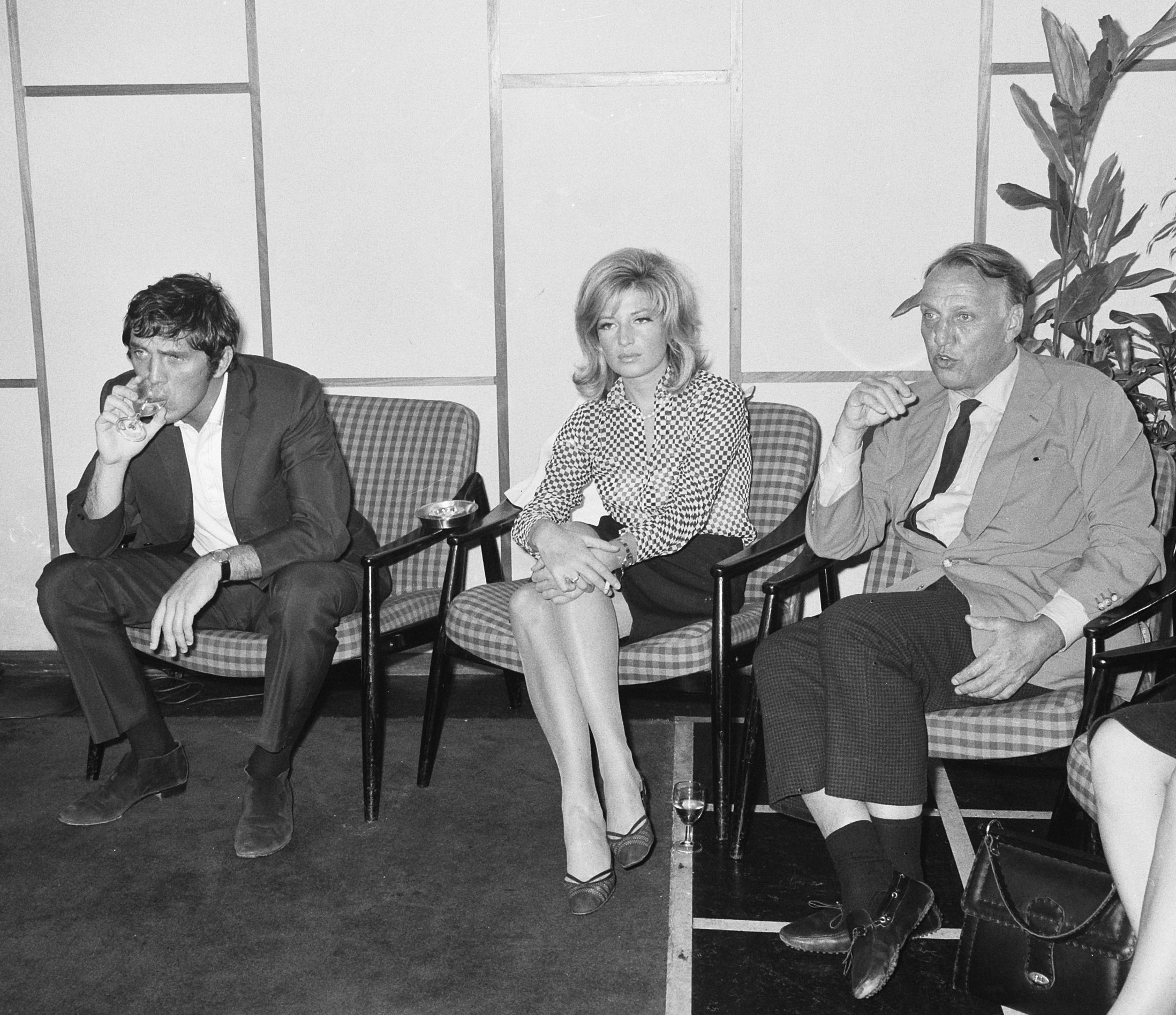
Terence Stamp, Monica Vitti och Joseph Losey i presskonferens inför filmen.